# Theodore Bikel
Theodore Meir Bikel (pronuncia-se bih-KEL; Viena, Áustria, 2 de maio de 1924 – Westwood, California, 21 de julho de 2015) foi um ator, músico, compositor, ativista e cantor de folk austro-americano, de religião judaica.

## Carreira
Fez sua estreia nos palcos em Tevye the Milkman em Tel Aviv, Israel, quando estava em sua adolescência. Mais tarde, ele estudou interpretação na Royal Academy of Dramatic Art e fez sua estreia nos palcos de Londres em 1948 e em Nova York em 1955. Bikel também foi um cantor de folk amplamente reconhecido e violonista. Em 1959, ele co-fundou o Festival Folk de Newport e interpretou o papel de Capitão von Trapp antagonista de Maria von Trapp (interpretada por Mary Martin) na produção original da Broadway de Rodgers & Hammerstein: The Sound of Music. Em 1969 Bikel começou a atuar e cantar no palco como Tevye no musical Fiddler on the Roof, um papel que ele realizou com mais frequência do que qualquer outro ator a data. A produção ganhou nove prêmios Tony e foi um dos musicais de mais longa duração na história da Broadway.
Bikel foi presidente dos Associated Actors and Artistes of America e foi presidente da Actors' Equity no final de 1970 e início de 1980. Ele serviu como o Presidente do Conselho de Administração da Partners for Progressive Israel, onde também lecionou.

## Discografia
- Folk Songs of Israel (1955), Elektra[4][5]
- An Actor’s Holiday (1956), Elektra[4]
- A Young Man and a Maid (com Cynthia Gooding) (1957), Elektra[4]
- Theodore Bikel Sings Jewish Folk Songs (1958), Elektra[4]
- To Broadway, To Life!: The Musical Theater of Bock and Harnick[6]
- Folk Songs from Just about Everywhere (com Geula Gill) (1959), Elektra[4]
- More Jewish Folk Songs (1959), Elektra[4][7]
- Bravo Bikel (Town Hall Concert) (1959), Elektra[4]
- Songs of Russia Old and New (1960), Elektra[4][7]
- Newport Folk Festival 1960 (5 songs), Elektra[4]
- The Sound of Music (Original Broadway Cast) (1960), Columbia Records[8]
- From Bondage to Freedom (1961), Elektra[4]
- A Harvest of Israeli Folk Songs (1961), Elektra[4]
- The Poetry and Prophecy of The Old Testament (1962), Elektra[4][a]
- The Best of Bikel (1962), Elektra[4]
- Theodore Bikel on Tour (1963), Elektra[4]
- A Folksinger’s Choice (1964), Elektra[4]
- The King and I (1964), Columbia Records[9]
- Yiddish Theatre and Folk Songs (1965), Elektra[4]
- Songs of the Earth (com The Pennywhistlers) (1967), Elektra[4]
- Theodore Bikel Is Tevye (1968), Elektra
- A New Day (1970), Reprise Records[10]
- Silent No More (Soviet Jewish Underground) (1972), Star Records[4]
- Theodore Bikel for the Young (1973), Peter Pan Records[11]
- Theodore Bikel Sings Jewish Holiday Songs (1987)[12]
- A Passover Story (1991), Western Wind[13]
- A Chanukkah Story (1992), Western Wind[14]
- Theodore Bikel Sings Jewish Folk Songs (CD reedição, 1992), Bainbridge Records[7]
- Theodore Bikel Sings More Jewish Folk Songs (CD c, 1992) Bainbridge Records[7]
- Rise up and Fight–Songs of Jewish Partisans (1996), Holocaust Museum[15]
- Tevye the Dairyman and the Railroad Stories (1996) Macmillan audio[16]
- A Taste of Passover (1998), Rounder Records[17]
- Classic Jewish Holiday & Shabbat Songs (2000), Sameach Records[4]
- A Taste of Chanukkah (2000), Rounder Records[18]
- Theodore Bikel's Treasury of Yiddish Folk & Theatre Songs (2004), Rhino Handmade[4]
- In My Own Lifetime (2006), Jewish Music Group[4]
- Our Song (com Alberto Mizrahi) (2007), Opus Magica Música[19][20]

## Filmografia

### Filmes
| Ano  | Título                                           | Personagem                   | Notas                     |
| ---- | ------------------------------------------------ | ---------------------------- | ------------------------- |
| 1947 | The Cherry Orchard                               |                              | Filme para TV             |
| 1951 | Appointment with Venus                           |                              | Sem créditos              |
| 1951 | The African Queen                                | Primeiro oficial             |                           |
| 1952 | Moulin Rouge                                     | Rei Milão I da Sérvia        |                           |
| 1953 | Desperate Moment                                 | Anton Meyer                  |                           |
| 1953 | Never Let Me Go                                  | Lieutenant                   |                           |
| 1953 | Melba                                            | Paul Brotha                  |                           |
| 1953 | A Day to Remember                                | Henri Dubot                  |                           |
| 1953 | The Kidnappers                                   | Dr. Willem Bloem             |                           |
| 1954 | The Love Lottery                                 | Parsimonious                 |                           |
| 1954 | Forbidden Cargo                                  | Max                          |                           |
| 1954 | The Young Lovers                                 | Joseph                       |                           |
| 1954 | Betrayed                                         | Sargento alemão              | Sem créditos              |
| 1954 | The Divided Heart                                | Josip                        |                           |
| 1955 | The Colditz Story                                | Vandy                        |                           |
| 1955 | Above Us the Waves                               | Oficial alemão               |                           |
| 1956 | Flight from Vienna                               | Sandor Kosice                |                           |
| 1957 | There Shall Be No Night                          | Vlahos                       | Filme para TV             |
| 1957 | The Vintage                                      | Eduardo Uribon               |                           |
| 1957 | The Pride and the Passion                        | General Jouvet               |                           |
| 1957 | The Enemy Below                                  | 'Heinie' Schwaffer           |                           |
| 1958 | Fräulein                                         | Dmitri Bucaron               |                           |
| 1958 | The Defiant Ones                                 | Sheriff Max Muller           |                           |
| 1958 | I Bury the Living                                | Andy McKee                   |                           |
| 1958 | I Want to Live!                                  | Carl G.G. Palmberg           |                           |
| 1959 | The Angry Hills                                  | Dimitrios Tassos             |                           |
| 1959 | Woman Obsessed                                   | Dr. R.W. Gibbs               |                           |
| 1959 | The Blue Angel                                   | Klepert                      |                           |
| 1960 | A Dog of Flanders                                | Piet van Gelder              |                           |
| 1964 | My Fair Lady                                     | Zoltan Karpathy              |                           |
| 1965 | Who Has Seen the Wind?                           | Josef Radek                  | Filme para TV             |
| 1965 | Sands of the Kalahari                            | Dr. Bondarahkai              |                           |
| 1966 | The Russians Are Coming, the Russians Are Coming | O Capitão Russo              |                           |
| 1967 | The Desperate Ones                               | Kisielev                     |                           |
| 1967 | The Diary of Anne Frank                          | Hans Van Daan                | Filme para TV             |
| 1967 | Saint Joan                                       | Robert de Baudricourt        | Filme para TV             |
| 1968 | Sweet November                                   | Alonzo                       |                           |
| 1969 | My Side of the Mountain                          | Bando                        |                           |
| 1970 | Darker Than Amber                                | Meyer                        |                           |
| 1971 | 200 Motels                                       | Rance Muhammitz              |                           |
| 1972 | Killer by Night                                  | Sergeant. Phl 'Sharkey' Gold | Filme para TV             |
| 1972 | The Little Ark                                   | O Capitão                    |                           |
| 1975 | Murder on Flight 502                             | Otto Gruenwaldt              | Filme para TV             |
| 1976 | Victory at Entebbe                               | Yakov Shlomo                 | Filme para TV             |
| 1978 | The Stingiest Man in Town                        | Marley's Ghost               | Filme para TV, voice role |
| 1980 | The Return of the King                           | Aragorn                      | Filme para TV, voice role |
| 1984 | Prince Jack                                      | Georgi                       |                           |
| 1986 | Very Close Quarters                              | Victor                       |                           |
| 1988 | A Stoning in Fulham County                       | Abe Moser                    | Filme para TV             |
| 1989 | Dark Tower                                       | Max Gold                     |                           |
| 1989 | See You in the Morning                           | Bronie                       |                           |
| 1989 | The Final Days                                   | Henry Kissinger              | Filme para TV             |
| 1991 | Shattered                                        | Dr. Berkus                   |                           |
| 1992 | Crisis in the Kremlin                            | Leo                          |                           |
| 1993 | Benefit of the Doubt                             | Gideon Lee                   |                           |
| 1993 | My Family Treasure                               | Grandpa Danieloff            |                           |
| 1997 | Shadow Conspiracy                                | Professor Yuri Pochenko      |                           |
| 1998 | Babylon 5: In the Beginning                      | Lenonn                       | Filme para TV             |
| 1998 | Second Chances                                   | Dutch John Hathaway          |                           |
| 2000 | H.U.D.                                           | Bjorn Jorgenson              | Filme para TV             |
| 2002 | Crime and Punishment                             | Capt. Koch                   |                           |
| 2007 | The Little Traitor                               | Interrogador                 |                           |

### Televisão
| Ano       | Título                          | Personagem                          | Notas                                                |
| --------- | ------------------------------- | ----------------------------------- | ---------------------------------------------------- |
| 1953      | Johnny, You're Wanted           | Ferrari                             | Mini-series                                          |
| 1954      | The Philco Television Playhouse |                                     | Episódio: "The King and Mrs. Candle"                 |
| 1955      | The Elgin Hour                  | Mr. Wu                              | Episódio: "San Francisco Fracas"                     |
| 1955      | Studio One in Hollywood         | Machek                              | Episódio: "Passage of Arms"                          |
| 1955      | Studio One in Hollywood         | Julius Caesar                       | Episódio: "Julius Casar"                             |
| 1955      | Armstrong Circle Theatre        |                                     | Episódio: "Perilous Night"                           |
| 1955      | Star Tonight                    |                                     | Episódio: "Footfalls"                                |
| 1955      | Appointment with Adventure      | Richter                             | 2 episódios                                          |
| 1955      | Producers' Showcase             |                                     | Episódio: "The King and Mrs. Candle"                 |
| 1955      | Strange Experiences             |                                     | Episódio: "Portrait of Paula"                        |
| 1955      | Justice                         |                                     | Episódio: "Track of Fear"                            |
| 1955      | Goodyear Television Playhouse   | Paul Laurent                        | Episódio: "Visit to a Small Planet"                  |
| 1955      | The United States Steel Hour    | Fritz Gerhardy                      | Episódio: "Scandal at Peppernut"                     |
| 1956      | The United States Steel Hour    | Grigor Dimitorski                   | Episódio: "Hunted"                                   |
| 1956      | The Alcoa Hour                  | Il Vecchio                          | Episódio: "A Patch of Faith"                         |
| 1956      | Studio One in Hollywood         | Grossman                            | Episódio: "The Power"                                |
| 1957      | Climax!                         | Martin Humphries                    | Episódio: "The Mad Bomber"                           |
| 1957      | Alfred Hitchcock Presents       | Ottermole                           | Episódio: "The Hands of Mr. Ottermole"               |
| 1957      | Studio One in Hollywood         | Henri Blanchard                     | Episódio: "Death and Taxes"                          |
| 1958      | DuPont Show of the Month        |                                     | Episódio: "The Bridge of San Luis Rey"               |
| 1958      | Playhouse 90                    | Rapp                                | Episódio: "Word from a Sealed-Off Box"               |
| 1958      | Folio                           | Barbaso                             | Episódio: "The Hostage"                              |
| 1959      | Hotel de Paree                  | Carmoody                            | Episódio: "Sundance Returns"                         |
| 1960      | The Play of the Week            | Sender                              | Episódio: "The Dybbuk"                               |
| 1960      | Directions                      | Host                                | Episódio: "Footnotes to Jewish Music"                |
| 1961      | Naked City                      | Nicholas Rozinski                   | Episódio: "Murder Is a Face I Know"                  |
| 1962      | Naked City                      | Dr. Stanley Wilford                 | Episódio: "Portrait of a Painter"                    |
| 1962      | Wagon Train                     | Dr. Denker                          | Episódio: "The Dr. Denker Story"                     |
| 1962      | The Twilight Zone               | Oliver Crangle                      | Episódio: "Four O'Clock"                             |
| 1962      | The Dick Powell Show            | Captain Bellini                     | Episódio: "The Prison"                               |
| 1962      | The Dick Powell Show            | Nicholas Simonakis                  | Episódio: "Pericles on 31st Street"                  |
| 1962      | General Electric Theater        | Rabbi Halevy                        | Episódio: "The Bar Mitzvah of Major Orlovsky"        |
| 1962      | Dr. Kildare                     | Dr. Mahmel Homatka                  | Episódio: "The Visitors"                             |
| 1962      | Route 66                        | Dr. Anton Koseloff                  | Episódio: "Only by Cunning Glimpses"                 |
| 1962      | Sam Benedict                    | Neil Bonney                         | Episódio: "So Various, So Beautiful"                 |
| 1962      | Alcoa Premiere                  | Stefan Tamarow                      | Episódio: "The Potentate"                            |
| 1963      | The DuPont Show of the Week     | Diamond Cutter – Herbert Vanderling | Episódio: "Diamond Fever"                            |
| 1963      | East Side/West Side             | George Everett, Sr.                 | Episódio: "No Wings at All"                          |
| 1963      | Theatre of Stars                | Ralph Traven                        | Episódio: "Corridor 400"                             |
| 1964      | The Doctors and the Nurses      | Dr. Kralik                          | Episódio: "The Forever Child"                        |
| 1964      | Combat!                         | Francois Perrault                   | Episódio: "Mountain Man"                             |
| 1964      | Rawhide                         | Pence                               | Episódio: "Canliss"                                  |
| 1964      | Burke's Law                     | Vic Bates                           | Episódio: "Who Killed the Surf Board?"               |
| 1965      | Burke's Law                     | Senor Manfred Gonzales              | Episódio: "Who Killed the Rest?"                     |
| 1965      | Gunsmoke                        | Martin Kellums                      | Episódio: "Song for Dying"                           |
| 1965      | The Trials of O'Brien           | Ben Moravian                        | Episódio: "The Trouble with Archie"                  |
| 1966      | ABC Stage 67                    | Homer T. Hatch                      | Episódio: "Noon Wine"                                |
| 1968      | Mission: Impossible             | General Casimir Zepke               | Episódio: "The Cardinal"                             |
| 1969      | Hawaii Five-O                   | Professor Erich Stoss               | Episódio: "Sweet Terror"                             |
| 1971      | Ironside                        | Arschag Divinian                    | Episódio: "The Summer Soldier"                       |
| 1972      | Cannon                          | Mike Tampa                          | Episódio: "Blood on the Vine"                        |
| 1973      | The Mod Squad                   | Max Kalatsis                        | Episódio: "Cry Uncle"                                |
| 1975      | Medical Story                   | Danzinger                           | Episódio: "Us Against the World"                     |
| 1976      | Calling Dr. Gannon              | Joseph Zankov                       | Episódio: "A Very Private War"                       |
| 1976      | Ellery Queen                    | Sergio Vargo                        | Episódio: "The Adventure of the Two-Faced Woman"     |
| 1976      | Little House on the Prairie     | Yuli Pyatakov                       | Episódio: "Centennial"                               |
| 1977      | Charlie's Angels                | Professor Peter Wycinski            | Episódio: "Angels on a String"                       |
| 1977      | Columbo                         | Oliver Brandt                       | Episódio: "The Bye-Bye Sky High I.Q. Murder Case"    |
| 1977      | Testimony of Two Men            | Peter Hegger                        | Mini-series                                          |
| 1977      | The San Pedro Beach Bums        | Rashid                              | Episódio: "Godfather's Five"                         |
| 1978      | Police Woman                    | Adamus Tarash                       | Episódio: "Sons"                                     |
| 1978      | Loose Change                    | Tom Feiffer                         | Mini-series                                          |
| 1978      | The Amazing Spider-Man          | Mandak                              | Episódio: "The Curse of Rava"                        |
| 1978      | Fantasy Island                  | Eric Soro                           | Episódio: "King for a Day/Instant Family"            |
| 1978      | All in the Family               | Albrecht 'Alvin' Klemmer            | 2 episódios                                          |
| 1982      | Trapper John, M.D.              | Vladimir Lopatkin                   | Episódio: "Russians and Ruses"                       |
| 1983      | Knight Rider                    | Graham Deauville                    | Episódio: "Chariot of Gold"                          |
| 1984      | Glitter                         |                                     | Episódio: "On Your Toes"                             |
| 1985      | Hotel                           | Constantin Markos                   | Episódio: "New Beginnings"                           |
| 1985      | Cover Up                        | Assad                               | Episódio: "Rules to Die By"                          |
| 1985      | The Fall Guy                    | Kamal                               | Episódio: "Reel Trouble"                             |
| 1985      | Hell Town                       |                                     | Episódio: "Fast Louie"                               |
| 1985      | Dynasty                         | Warnick                             | 4 episódios                                          |
| 1986      | The Paper Chase                 | Professor George Ballard            | Episódio: "Suppressed Desires"                       |
| 1987      | The New Mike Hammer             | Russell Garringer                   | Episódio: "Elegy for a Tramp"                        |
| 1987      | Murder, She Wrote               | Professor Harold Crenshaw           | Episódio: "Indian Giver"                             |
| 1987–1988 | Falcon Crest                    | Marin Dimitrov                      | Recurring role                                       |
| 1988      | Buck James                      |                                     | Episódio: "Almost Perfect"                           |
| 1988      | Beauty and the Beast            | Eli                                 | Episódio: "Chamber Music"                            |
| 1988      | The Equalizer                   |                                     | Episódio: "Day of the Covenant"                      |
| 1989      | Christine Cromwell              | Horace                              | 3 episódios                                          |
| 1989      | Murder, She Wrote               | Rosanno Bertolucci                  | Episódio: "When the Fat Lady Sings"                  |
| 1990      | City                            | Dr. Calagari                        | Episódio: "You Can't Bite City Hall"                 |
| 1990      | Star Trek: The Next Generation  | CPO Sergey Rozhenko                 | Episódio: "Family"                                   |
| 1991      | The New Lassie                  | Scotty MacPherson                   | Episódio: "The Gathering of the Clans"               |
| 1991      | Memories of Midnight            | Napoleon Chotas                     | Mini-series                                          |
| 1991      | Murder, She Wrote               | Yuri Lermentov                      | Episódio: "The List of Yuri Lermentov"               |
| 1992      | L.A. Law                        | Kurt Rubin                          | Episódio: "Great Balls Afire"                        |
| 1994      | Law & Order                     | Sol Bregman                         | Episódio: "Snatched"                                 |
| 1994      | Babylon 5                       | Rabbi Koslov                        | Episódio: "TKO"                                      |
| 1994      | Murder, She Wrote               | Insp. Van Horn                      | Episódio: "Amsterdam Kill"                           |
| 1996      | The Burning Zone                | Velho Sacerdote                     | Episódio: "St. Michael's Nightmare"                  |
| 1997      | Brooklyn South                  | Solomon Shuyler                     | Episódio: "Why Can't Even a Couple of Us Get Along?" |
| 1997      | Michael Hayes                   |                                     | Episódio: "Death and Taxes"                          |
| 1998      | The Pretender                   | Martin Zeller/Dr. Werner Krieg      | Episódio: "Hazards"                                  |
| 2003      | JAG                             | Fazendeiro com avião                | Episódio: "A Tangled Webb: Part 1"                   |